# Mastika
Mastika tradicionalno je grčko i makedonsko žestoko piće, koje se proizvodi već 300 godina. Mastika koja se proizvodi u strumičkom kraju zaštićena je kao nacionalni brand Sjeverne Makedonije 1990. godine.

## Sastav i tehnologija proizvodnje
Mastika je mješavina rafinirana alkohola s vodom, uz dodatak ulja anisa i male količine dopuštenih dodataka. Količina alkohola kreće se od 40–55 vol.%. Pripada u kategoriju umjetnih rakija – alkoholnih pića koja se dobivaju miješanjem pročišćenog alkohola s vodom i dodacima, odnosno dopuštenim aromama (macerati ili njihovi sastavi). Tijekom destilacije, destilat teče preko smole mastiksa (Pistacia lentiscus, biljka iz porodice pistacija), po kojoj je piće dobilo ime.
Strumičani tvrde da se za izradu originalne mastike koriste samo prirodne sirovine - vinski destilat, anis (Makedonci ga zovu anason) i bagremov med.

## Konzumiranje mastike
Mastika se najčešće poslužuje s ledom. Kada se izvorna strumička mastika pomiješa s vodom, poprima plavkasto-bijelu boju.
Provedene su i medicinske studije koje su pokazale da konzumacija mastike u umjerenim količinama pomaže u uništavanju bakterije Helicobacter pylori.

## Slična pića
U Sjevernoj Makedoniji se s anisom radi i rakija anasonka, koju ne treba miješati s mastikom jer se tijekom proizvodnje ne koristi smolom mastiksa.
Slična alkoholna pića s anisom rade se i u drugim mediteranskim zemljama: francuski pastis i perno, grčki uzo, turska yeni rakija i talijanski anison.